# لونی تونز: انبار مهمات
لونی تونز: انبار مهمات (به انگلیسی: Looney Tunes Acme Arsenal) یک بازی ویدئویی در سبک اکشن و ماجراجویی است که توسط وارنر برادرز گیمز برای کنسول‌های پلی استیشن ۲، نینتندو وی و ایکس باکس ۳۶۰ در سال ۲۰۰۷ منتشر شد. بازیکن در نقش چند شخصیت اصلی دنیای لونی تونز قرار می‌گیرد و به جنگ ربات‌های دشمن می‌رود. از جمله باگز بانی، دافی داک و شیطان تاسمانی. همچنین یک نسخه متفاوت از این بازی تحت عنوان لونی تونز: اردک دیوانه (به انگلیسی: Looney Tunes: Duck Amuck) برای نینتندو دی اس منتشر شد که برگرفته از اپیزودهای دافی داک بود.

## بازخوردها
| گردآورنده  | امتیاز                                  |
| ---------- | --------------------------------------- |
| گیم‌رنکینگز | (X360) 42.50% (PS2) 38.25% (Wii) 29.19% |
| متاکریتیک  | (X360) 40/100 (PS2) 38/100 (Wii) 27/100 |

| ناشر                   | امتیاز            |
| ---------------------- | ----------------- |
| وان‌آپ.کام              | F                 |
| یوروگیمر               | 3/10              |
| گیم اینفورمر           | 1.75/10           |
| گیم‌پرو                 | [ ۱۳ ]            |
| گیم‌اسپات               | 3/10              |
| گیمز ریدار+            | [ ۱۵ ]            |
| آی‌جی‌ان                 | 5.2/10 (Wii) 3/10 |
| نینتندو پاور           | 3.5/10            |
| اواکس‌ام (ایالات متحده) | 6/10              |
| پال‌جی‌ان                | 3.5/10            |
| تیم اکس‌باکس            | 5/10              |

این بازی عموماً نقدهای نامطلوبی دریافت کرده است.